# فرانك ميلن
فرانك ميلن (بالإنجليزية: Frank Milne)‏ هو اقتصادي أسترالي وكندي، ولد في 1946.